# Pequizeiro
Pequizeiro es un municipio brasileño del estado del Tocantins. Se localiza a una latitud 08º35'37" sur y a una longitud 48º56'03" oeste, estando a una altitud de 283 metros. Su población estimada en 2004 era de 5 170 habitantes.